# Sirhan Sirhan
Sirhan Bishara Sirhan (Jerusalén, 19 de marzo de 1944) es un palestino de ciudadanía jordana, responsable del asesinato del senador estadounidense Robert F. Kennedy el 6 de junio de 1968 en el Hotel Ambassador de Los Ángeles minutos después de que éste ganara las elecciones primarias presidenciales de California.

## Primeros años
Sirhan nació en Jerusalén de padres palestinos. Cuando tenía 12 años, su familia emigró, pasando brevemente a Nueva York, y luego a California. Asistió a la Eliot Junior High School (ahora conocida como Escuela Media Charles W. Eliot) en Altadena, California, luego a la John Muir High School y al Pasadena City College. Poco después del traslado de su familia a California, Sirhan regresó al Próximo Oriente solo.
Ya adulto, cambió de iglesia varias veces, adhiriéndose a las iglesias Bautista y Adventista del Séptimo Día, y también incursionando en el ocultismo. Fue empleado como mozo de cuadra en 1965 en el hipódromo de Santa Anita en Arcadia (California).

## Asesinato de Robert Kennedy

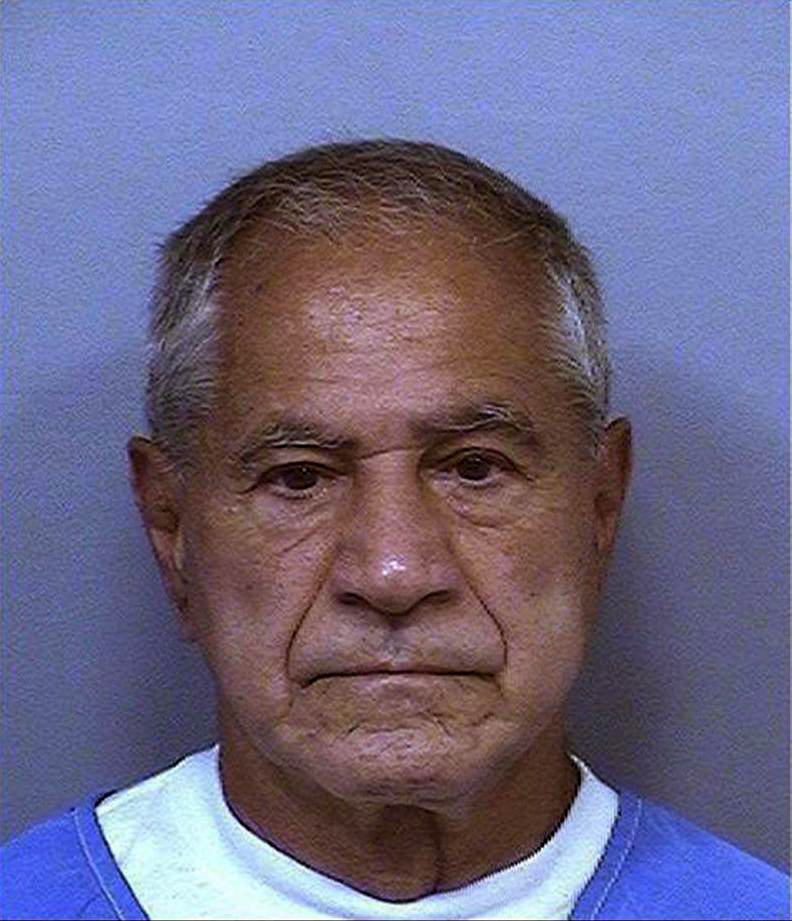
Sirhan Sirhan en 2021.

El 5 de junio de 1968, Sirhan disparó con un revólver calibre 22 Iver-Johnson Cadet al senador Robert Kennedy y la multitud que lo rodeaba en el Hotel Ambassador en Los Ángeles, poco después de que Kennedy terminara de dirigirse a sus partidarios en el salón principal del hotel. George Plimpton, Rosey Grier, el escritor y periodista Pete Hamill y el atleta y medallista de oro olímpico Rafer Johnson fueron algunos de los que retuvieron y desarmaron a Sirhan después de un prolongado forcejeo.

## Enjuiciamiento
El 3 de marzo de 1969, ante el tribunal de Los Ángeles, California, Sirhan admitió ser el autor del asesinato y que había decidido hacerlo por las simpatías que Robert Kennedy tenía hacia el estado de Israel. El fiscal en jefe fue Lynn Compton.

## Prisión
Antes de 1992 estuvo en el Centro de Entrenamiento Correccional (CTF) en Soledad, California. De 1992 a 2009, Sirhan estuvo encarcelado en la Prisión Estatal de California (COR) en Corcoran, California y vivió en la Unidad de Alojamiento de Protección de COR hasta que fue trasladado a un aislamiento más severo en COR en 2003. Desde el 29 de octubre de 2009, Sirhan fue confinado, probablemente por su propia seguridad, en la  Prisión Estatal de Pleasant Valley en Coalinga, California, donde permaneció en régimen de aislamiento.
El 22 de noviembre de 2013, Sirhan fue trasladado al Establecimiento Penitenciario Richard J. Donovan, en el condado de San Diego. Curiosamente, el traslado tuvo lugar en el día del 50 aniversario del asesinato de John F. Kennedy, pero un portavoz del Departamento de Corrección y Rehabilitación de California dijo que "fue solo un traslado rutinario por redistribución de presos" y que 
la fecha ha sido "simplemente una desafortunada coincidencia".
La junta penitenciaria de California recomendó conceder a Sirhan la libertad condicional en agosto de 2021, pero el 13 de enero de 2022 el gobernador de California, Gavin Newsom, lo rechazó.

## MK Ultra
Lawrence Teeter, abogado del asesino convicto Sirhan Sirhan, afirma creer que este se hallaba en estado hipnótico cuando disparó contra Robert F. Kennedy en 1968. Teeter vinculó el programa de la CIA MK Ultra a las técnicas de control mental que, según él, se utilizaron para controlar a Sirhan. Ninguna de las varias defensas de Teeter, como, un supuesto estado de ebriedad en el momento del asesinato o el control mental del programa MK Ultra han servido para liberar a Sirhan.